# Anopsicus mirabilis
Anopsicus mirabilis là một loài nhện trong họ Pholcidae. Loài này được phát hiện ở México.